# Mario Party Advance
Mario Party Advance (マリオパーティ アドバンス, Mario Pāti Adobansu) é um jogo eletrônico de grupo desenvolvido pela Hudson Soft e publicado pela Nintendo para o Game Boy Advance. Lançado em 2005, é o primeiro jogo portátil da série Mario Party, e difere de outros títulos porque o jogo é principalmente para um jogador. Mario Party Advance foi seguido por Mario Party DS para o Nintendo DS em 2007, e foi relançado para o Wii U em 2014.

## Jogabilidade

Mario em seu carro, na parte inicial do tutorial.

O jogador pode escolher entre quatro personagens diferentes da franquia Mario: Mario, Luigi, Princesa Peach e Yoshi. O jogador dirige um carro em torno de um tabuleiro de festa, semelhante aos vistos nos jogos Mario Party anteriores. Dependendo do personagem escolhido, o jogador começará em uma área diferente do tabuleiro. O jogador começa com quatro cogumelos. Cogumelos adicionais são obtidos ao vencer minijogos que são jogados a cada três turnos. O jogo termina quando não houver mais cogumelos. O modo de festa multijogador que estava presente em todos os jogos anteriores de Mario Party, não está mais disponível e foi substituído por um novo modo chamado "Shroom City". O objetivo do jogo é coletar todos os minijogos e "Gaddgets" que foram espalhados pela cidade de Shroom por Bowser, completando as missões atribuídas ao jogador pelos vários habitantes da cidade de Shroom.[carece de fontes?]
Gaddgets, inventados pelo professor E. Gadd, são itens interativos, como um gerador de código Morse e um medidor de amor. O jogo inclui mais de 120 minijogos, incluindo Gaddgets. Aproximadamente 12 dos minijogos podem ser jogados no modo multijogador, com o uso de um Cabo Game Link. Certos Gaddgets também podem ser reproduzidos no modo multijogador se os jogadores controlarem botões diferentes em um único sistema Game Boy Advance. O jogo também incluía um tabuleiro de jogo de papel para vários jogadores que poderia ser jogado em conjunto com o cartucho do jogo, usado pelos jogadores para rolar os dados e jogar minijogos.

## Recepção
Mario Party Advance recebeu críticas "mistas" de acordo com o site de agregação de críticas Metacritic. No Japão, a Famitsu deu uma pontuação de três setes e um seis para um total de 27 de 40.
Embora o jogo contenha um grande número de minijogos e desbloqueáveis, os revisores criticaram a tendência do jogo de punir os jogadores com base no acaso, repreendeu o jogo por falta de inovação nos minijogos e expressou preocupação sobre os modos multijogador limitados do jogo. Craig Harris da IGN criticou a "apresentação gráfica e sonora incrivelmente básica e rudimentar" do jogo, bem como seu modo single-player "lento", sua grande quantidade de diálogos, e escreveu que a maioria de seus minijogos "são realmente suaves, apresentando alguns desafios de plataforma rudimentares ou jogos de memória que foram feitos um bilhão de vezes antes em outros jogos. O ambiente 2D deve ter restringido a criatividade da equipe em fornecer alguns desafios imaginativos e divertidos." Frank Provo da GameSpot chamou os modos multijogador do jogo de "bastante limitados e mal organizados", mas disse que o modo single-player "é muito bem organizado e oferece uma grande variedade". Provo elogiou os sprites dos personagens "coloridos", mas criticou os fundos "insossos" do jogo e alguns de seus minijogos.
Kristan Reed, da Eurogamer, escreveu que era "praticamente a definição do dicionário de horrível", observando que "a maioria - senão todos - de seus cem minijogos estranhos está entre alguns dos esforços mais insultuosamente pouco exigentes e mal projetados que você já viu. associada à amada franquia". Reed disse que "um jogo típico em Mario Party Advance é frequentemente tedioso, mal projetado e totalmente desprovido de quaisquer qualidades cativantes. [...] A animação é virtualmente inexistente, as conversas tediosas que acontecem entre os personagens carecem de imaginação e todo o projeto cheira a algo feito junto para cumprir uma obrigação contratual". Karen Chu, do 1UP.com, escreveu: "Embora esteja aberta a novas possibilidades e reinterpretações de Mario Party, jogar este jogo me fez querer apenas pular no meu Gamecube e jogar as versões originais do console - mesmo que eu tenha que jogar contra 3 jogadores CPU porque, francamente, ser o único jogador em um jogo de tabuleiro que é anunciado como uma festa é simplesmente desanimador."
Em 2015, a IGN listou o jogo no final de sua lista de "Melhores Jogos de Mario Party", escrevendo: "Mario Party Advance é a ovelha negra da série Mario Party. Esta versão portátil abandonou o estilo clássico de quatro jogadores coletando estrelas e moedas em favor de um modo focado em um único jogador. O coração da série Mario Party está em seu multijogador, então, embora essa nova abordagem tenha trazido algumas ideias interessantes, ela nunca alcançou o que tornava todos os outros jogos tão atraentes."